# 米罗华奥德赛²
米罗华奥德赛²，美国又称飞利浦奥德赛²（Philips Odyssey²），在欧洲称为Videopac、巴西称为飞利浦奥德赛（Philips Odyssey）等，是1978年销售的电子游戏机。
1970年代早期时，米罗华是电子游戏产业的创新者。它们成功的将首款家用游戏机米罗华奥德赛推向市场，接着又很快推出一系列略作改进的型号。1978年米罗华（现北美飞利浦子公司）推出了奥德赛²，这款第二世代电子游戏机。
在2009年IGN网站的史上最伟大游戏机榜单中，游戏位列25名之第21名。